# Aquí (canción de La Ley)
«Aquí» es una canción de la banda chilena La Ley que fue lanzada en enero de 2000 como primer sencillo de su álbum Uno.

## Video musical
El video musical fue estrenado en MTV Latino en febrero del 2000.
El video para dicho sencillo fue filmado en el desierto Coyote Dry Lake en California.

## En la cultura popular
«Aquí» fue incluida en la banda sonora de la teleserie de TVN Santo ladrón, incluida en el disco.

## Presentaciones en vivo
La canción fue presentada en Teletón Chile 2014.

## Lista de canciones
- CD sencillo:[4][5]

1. «Aquí» (Radio edit) - 4:07

1. «Aquí» (Álbum Versión) - 4:45

## Posicionamiento en listas
| Lista (2000)                                 | Mejor posición |
| -------------------------------------------- | -------------- |
| Chile (EFE)                                  | 3              |
| Guatemala (EFE)                              | 9              |
| Estados Unidos (Billboard Latin Pop Airplay) | 30             |